# 국립고등공예학교
파리테크 국립고등기술공예학교(프랑스어: Arts et Métiers ParisTech), 또는 ENSAM(프랑스어: École Nationale Supérieure d’Arts et Métiers)으로도 불리며 프랑스 공립학교이다.
1780년 창설 이래로 85,000여명의 엔지니어를 배출, 8개의 교육 연구 센터(CER)과 3개의 분교를 갖고 있다. 파리 공과대학교 (ParisTech)의 일원이다.

## 역사

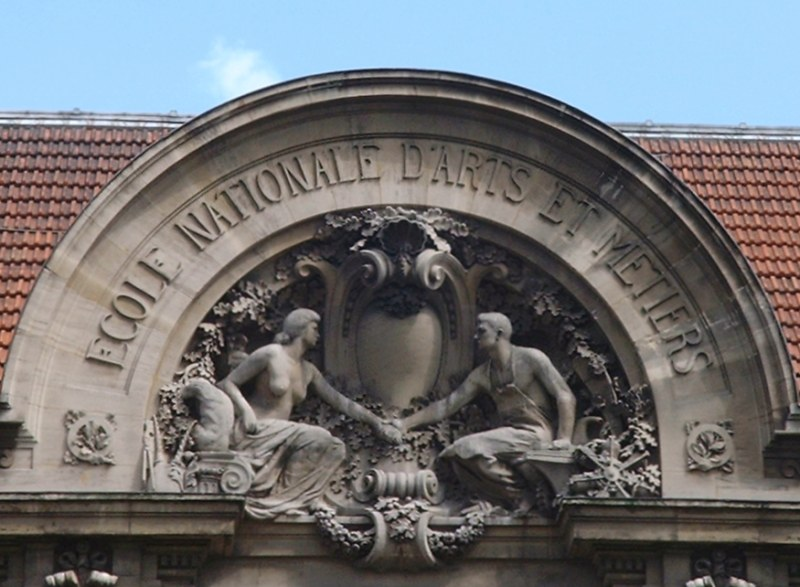
파리테크 국립고등기술공예학교, 파리 캠퍼스

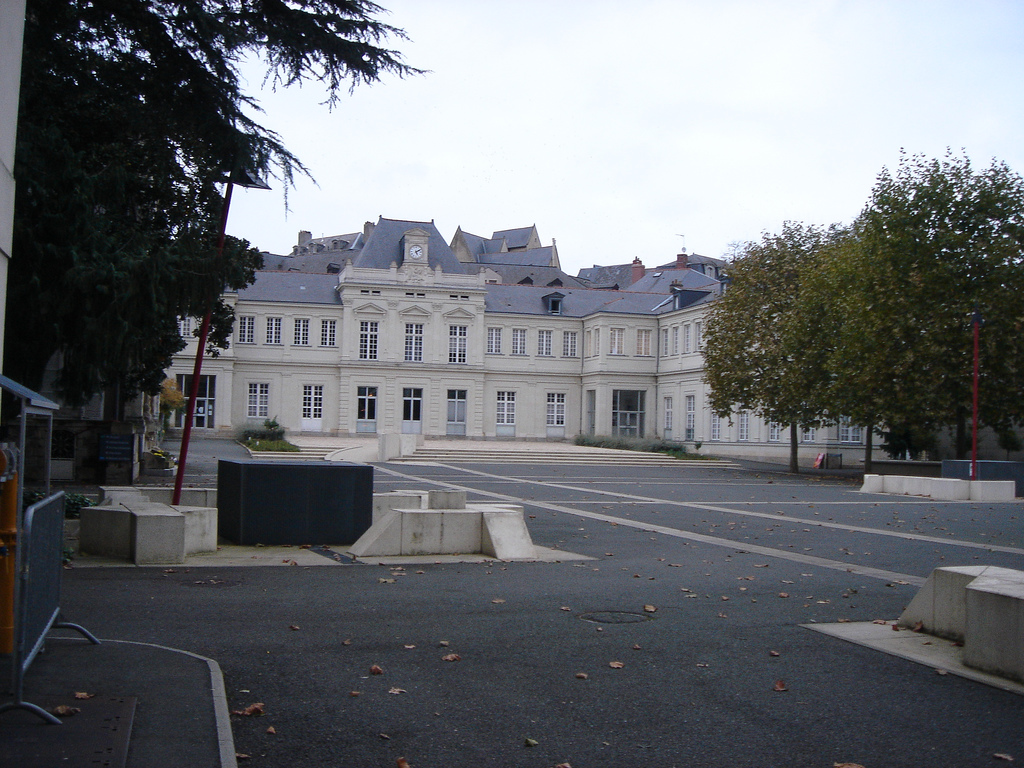
앙제 캠퍼스 (1815)

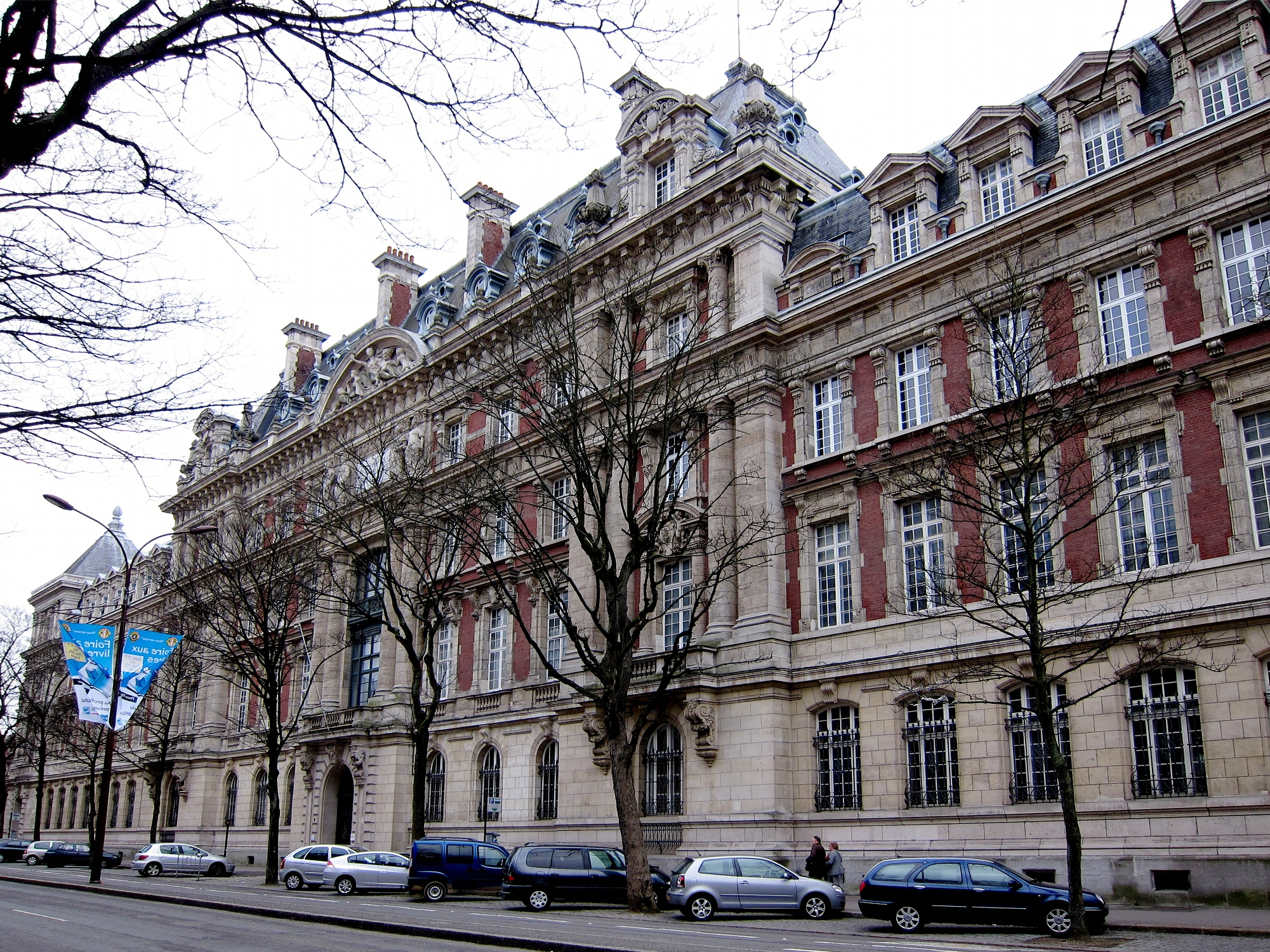
릴 캠퍼스 (1900)

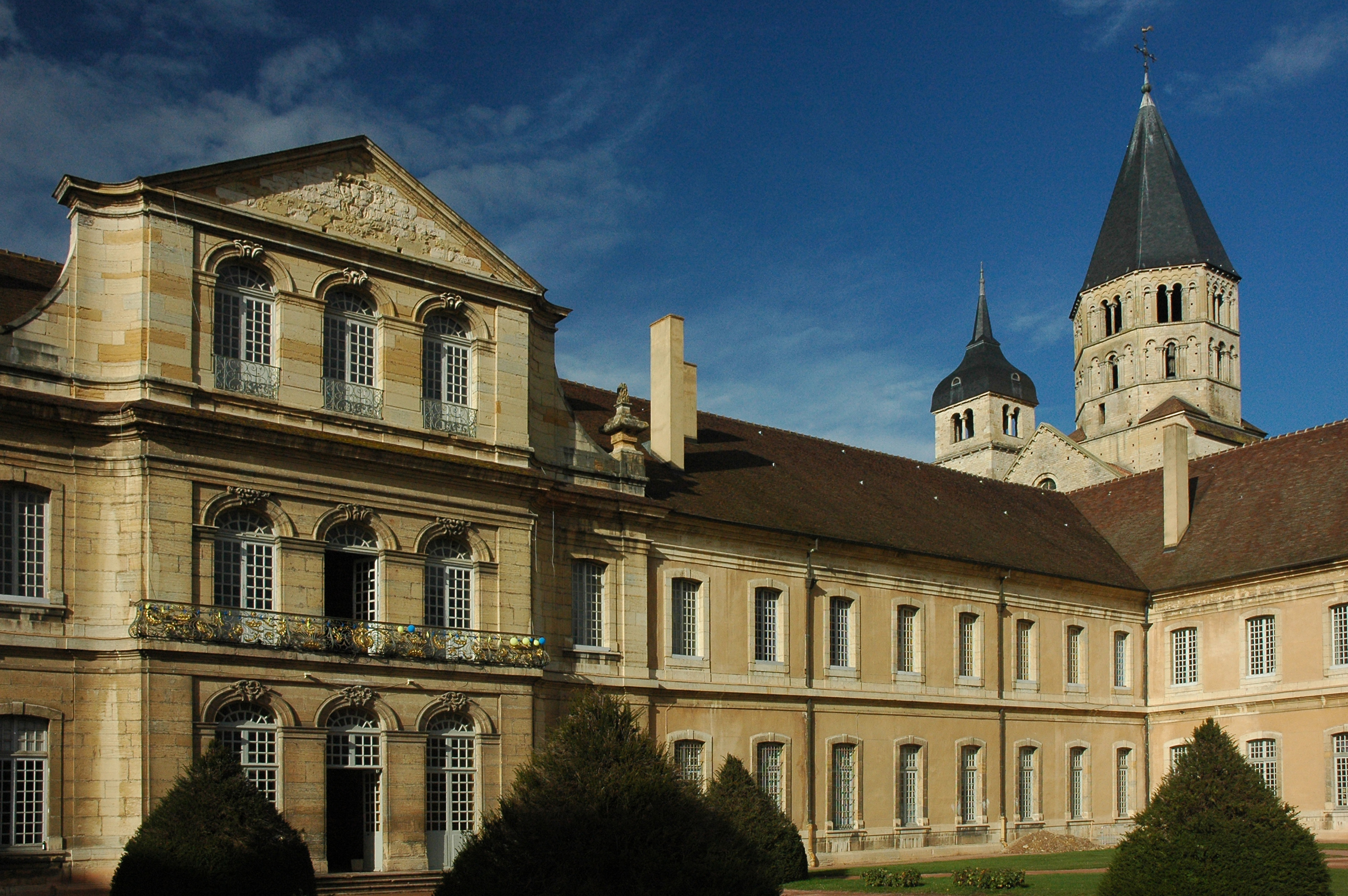
클리뉘 캠퍼스 (1901)

파리테크 국립고등기술공예학교는 1780년 설립되었으며 1800년 기술공예학교(École d'Arts et Métiers)로서 알려지게 되었다. 1804년에 프랑스 앙제(Angers) 근처의 보프레오(Beaupréau)를 비롯하여 1997년 메스(Metz)에 마지막 캠퍼스가 세워졌다. 1907년 엔지니어 훈련기관으로 전환되었으며 2007년 이래로 학교의 브랜드명으로 파리테크 국립고등기술공예학교(Arts et Métiers ParisTech)를 사용하여 더 이상 출판상에서 "ENSAM"라는 명칭을 사용하지 않게 되었다.

## 교육과정
파리테크 국립고등기술공예학교의 주요 목표는 기계 공학, 전력 공학, 산업 공학의 분야에 대한 일반 엔지니어링 원리기반을 제공하는 데에 있다. 교육과정은 엔지니어와 산업과의 긴밀한 연계작업이 실시된다.
3개의 주요 분야에 있어서 19개의 연구소와 2개의 박사과정 프로그램을 통해 교육과 연구활동을 제공한다.
- 기계, 재료 및 프로세스(Mechanics, materials and processes)
- 유체 및 에너지 시스템(Fluids and energy systems)
- 디자인, 산업화, 위험 관리 및 의사 결정(Design, industrialization, risk management and decision-making)

훈련프로그램에는 20개의 연구석사과정(Masters Recherche, Bac +6), 20개의 전문석사과정(Mastères spécialisés, Bac +6) 그리고 박사과정(Doctorat, Bac+ 8)이 있다.

## 학교 순위
급여, 연구참여, 국제적 기회 등을 고려하여 2017~2020년 공식 통계에 의하면 종합점수 약 20위.

## 국제교류
파리테크 국립고등기술공예학교는 세계 47개국 160여개의 대학과 국제교류를 실시하고 있다.
다음 현황은 전체 학교리스트 중 일부만을 발췌한 내용이다.
- 캘리포니아 버클리대학(UC Berkeley, 미국)
- 조지아공과대학교(Georgia Institute of Technology, 미국)
- 매사추세츠공과대학교(Massachusetts Institute of Technology, 미국)
- 텍사스A&M대학교(Texas A&M University, 미국)
- 랭커스터대학교(Lancaster University, 영국)
- 크랜필드 대학교(Cranfield, 영국)
- 임페리얼칼리지런던(Imperial College London, 영국)
- 스트래스클라이드대학교(University of Strathclyde, 영국)
- 카디프 대학교(Cardiff University, 영국)
- 사우스햄턴대학교(University of Southampton, 영국)
- 길포드대학(Guildford College, 영국)
- 카를스루에공과대학(Karlsruhe Institute of Technology, 독일)
- 드레스덴공과대학(Dresden University of Technology, 독일)
- 퀸즈랜드공과대학(Université du Queensland, 호주)
- École de technologie supérieure (캐나다)
- École polytechnique de Montréal (캐나다)
- 퀘백대학교(Université du Québec, 캐나다)
- 라발대학교(Laval University, 캐나다)
- 덴마크공과대학(Technical University of Denmark, 덴마크)
- 마드리드카를로스3세대학교(Charles III University of Madrid, 스페인)
- 마드리드공과대학교(Technical University of Madrid, 스페인)
- École nationale supérieure d'arts et métiers (모로코)
- 첼머스공과대학교(Chalmers University of Technology, 스웨덴)
- 왕립 공과대학교(Royal Institute of TechnologySuède, 스웨덴)
- 린셰핑대학교(University of Linköping, 스웨덴)
- 로잔 연방 공과대학교(École Polytechnique Fédérale de Lausanne, 스위스)
- 이스탄불 공과대학교(İstanbul Teknik Üniversitesi, 터키)
- 이스탄불 공과대학교(İstanbul Teknik Üniversitesi, 터키)
- 한국과학기술원(Korea Advanced Institute of Science and Technology, 한국)
- 도쿄 공업대학(Tokyo Institute of Technology, 일본)
- 베이징항공항천대학(Beihang University, 중국)